# Parc national de Conkouati-Douli
Le parc national de Conkouati-Douli est un parc côtier de la république du Congo, aujourd'hui reconnu comme un site Ramsar important, inscrit sur la liste indicative de l'UNESCO, classé en catégorie II de l'UICN et transfrontalier avec le parc national de Mayumba et la réserve aquatique du Grand Sud du Gabon, créant ce qui est décrit comme le paysage prioritaire de conservation « Gamba-Mayumba-Conkouati ». Il a été créé par le décret présidentiel no 99-136 du 14 août 1999, et occupe une superficie de 7 955km² / 795 500ha dont 4 121 km² / 412 195ha marin et 3 833 km² / 383 305ha terrestredans le département Kouilou.

## Fonctionnement
Le parc national de Conkouati-Douli  (PNCD) est géré par le ministère de l'Économie forestière et du Développement durable (MEFDD), en partenariat avec l'ONG Noé, une association de protection de la nature, d’intérêt général et à but non lucratif, créée en 2001. Les responsabilités des deux partenaires sont consignées dans un protocole d'accord (mandat de gestion de 20 ans, signé le 13 avril 2021). Outre le ministère de l'Économie forestière, les partenaires institutionnels comprennent l'Agence congolaise de la faune et des aires protégées (ACFAP), ministères de l’Agriculture, de la Pêche et de l’Élevage (MAEP), de l’Environnement, du Tourisme, de la Recherche scientifique, Marine nationale et la Magistrature. Concernant les partenaires techniques et financiers, il y a, outre les financieurs privés, WCS, African Parks Network, JGI Congo, HELP/Beauval, Renatura, ESI Congo, l'Union européenne, AFD et USFWS.
La vision pour les 20 ans à venir (durée du mandat de gestion par Noé) est que le parc national de Conkouati-Douli devienne un refuge intact et protégé pour la biodiversité emblématique de l’Afrique centrale au profit des communautés locales et populations autochtones et de l’atténuation du changement climatique mondial.

## Zonage
Le parc est divisé en trois zones :
- une zone de protection intégrale qui n'est légalement accessible qu'au personnel du parc, aux visites guidées de touristes et aux chercheurs détenant les nécessaires autorisations ;
- une zone d'écodéveloppement dans laquelle les résidents sont autorisés à utiliser les ressources naturelles pour leur consommation personnelle, dans le strict respect du développement durable et dans laquelle l'exploitation industrielle n'est autorisée qu'avec l'accord des institutions publiques ;
- une zone tampon de 5 km autour du parc dans laquelle les efforts en matière d'éducation environnementale et de sensibilisation et des activités socio-économiques sont réalisés.

Environ 7 800 personnes vivent dans la zone d'écodéveloppement et la zone tampon du parc, divisées en 31 villages, et toutes ces communautés représentent aujourd'hui et pour un avenir prospère du parc les partenaires les plus importants pour assurer la survie et la croissance du parc et de son extraordinaire biodiversité. 
Les peuples de la côte sont essentiellement d'origine Vili, une ethnie de pêcheurs et de commerçants qui se sont installés dans cet espace depuis le XIIIe siècle. En dehors des Loumbou, qui ont toujours cohabité avec les Vili dans la région, les villages le long de la route forestière sont habités par un mélange de plus de trente différents groupes ethniques qui sont arrivés avec les industriels du secteur forestier depuis moins de cent ans.

## Histoire
Le parc national Conkouati-Douli a une histoire riche marquée par des partenariats importants et des jalons en matière de conservation. Créé initialement sous le nom de réserve de Conkouati en 1980 pour protéger la riche biodiversité de la région, y compris les habitats vitaux comme les forêts tropicales et les zones côtières, le parc a étendu ses efforts de conservation au fil des années. En 1991, HELP Congo s'est impliqué, apportant son expertise et ses ressources pour améliorer la protection de la faune. En 1994, la réserve a reçu le soutien technique de l'UICN, qui a évidemment joué un rôle important dans la proclamation en 1999 du parc national de Conkouati-Douli. Par la suite, la Wildlife Conservation Society (WCS) a établi une présence dans le parc, collaborant étroitement avec les autorités jusqu'à la conclusion de leur partenariat en 2018. 
Cette transition a ouvert la voie à Noé, organisation de conservation, pour intervenir et poursuivre les initiatives de conservation du parc à partir de 2019. Le point culminant de ces efforts a été marqué par la signature d'un accord de partenariat public-privé (PPP) en 2021, signalant un engagement renouvelé en faveur de la conservation de la biodiversité, du développement durable et de l'implication des communautés au sein du parc national de Conkouati-Douli.

## Géographie et flore
Le parc national de Conkouati-Douli se trouve à cheval sur les districts de Nzambi et de Madingo-Kayes, dans l'extrême nord-ouest du département. Il est situé à proximité des villages de Cotovindou et Louléma, le long de la frontière entre le Congo et le Gabon, au point d'intersection avec la Route Nationale 5. Les rivières Noumbi, Ngongo et Niambi coulent à travers le parc. En dehors des lacs Tchibenda et Tchivok, la lagune de Conkouati, d'une superficie de 2 400 hectares, constitue l’une des plus grandes étendues d'eau du pays.
Le parc est caractérisé par des forêts denses avec les zones humides, des forêts de plaines inondables et des lagunes. Rhizophora racemosa et Avicennia nititta sont abondantes dans les mangroves du parc et la végétation aquatique dans les lacs et les lagunes est composée de Vossia cuspidata, Cteniumnewtnii, etc.
Les savanes du sud-ouest sont dominées par Ctenium newtonili, Elytonrus brazzae et Pobeguinea arrecta tandis que celles de Cotovindou dans le nord-est, sont constituées de Hypparrhenia diplandra, Panicum phragmitoides, Pobeguinea arrecta, etc.
| Océan atlantique                      | Nyanga                           | Cotovindou |
|                                       | parc national de Conkouati-Douli |            |
| Route nationale 5 (Congo-Brazzaville) | Louléma                          |            |

## Faune
Le parc national de Conkouati-Douli (PNCD) dispose de la plus grande biodiversité du pays et constitue la seule aire marine protégée au Congo. C'est un site prioritaire pour le plan d'actions de l'UICN, visant la conservation des grands singes, car il comprend environ 7 000 chimpanzés (Pan troglodytes) - 7 % de la population totale de cette sous-espèce menacée - et 900 gorilles des plaines occidentales (Gorilla Gorilla Gorilla). Le parc abrite aussi 900 éléphants de forêt (Loxodonta africana cyclotis) et est un site Ramsar de par son importance pour les oiseaux migrateurs des zones humides. Ses plages sont parmi les plus importantes dans le monde pour la nidification de la tortue luth (Dermochelys coriacea) et cinq espèces de tortues marines visitent régulièrement ces plages. Le parc marin comprend également un groupe de 300 dauphins à bosse (Sousa teuzsi) - en danger critique d’extinction, avec environ 1 500 individus restants, endémique à la côte ouest (sub)tropicale de l’Afrique -. Le parc national abrite aussi une grande faune typique des écosystèmes forestiers du Congo, y compris des crocodiles à front large, lamantins, buffles, léopards, potamochères, sitatunga et mandrill. Conkouati abrite également un sanctuaire de chimpanzés créé par l’ONG HELP CONGO, qui, en près de 30 ans, a réintroduit dans leur milieu naturel plus de la moitié des 110 chimpanzés sauvés du braconnage.

## Menaces à la conservation
Dans une approche écologique de Conkouati, une diversité d'écosystèmes locaux ont dû faire face à plusieurs menaces, notamment industrielles, les menaces de l'exploitation forestière, l'exploitation minière, du pétrole et de la pêche commerciale. L'existence d'une route côtière à travers le parc et d'une route forestière longeant sa limite sud-est facilitent l'accès au parc par des braconniers. La population locale est faible (moins de 2 hab./km2), mais la proximité de la ville de Pointe-Noire (à 150 km) augmente le besoin en combustibles, l'exploitation des ressources naturelles pour satisfaire la demande croissante en viande de brousse et en bois. Des chalutiers appartenant à la flotte chinoise sont une grave menace pour le parc marin. Les menaces locales comprennent essentiellement les techniques non durables de pêche, de chasse et agricoles.

## Partenariats
Plusieurs partenaires interviennent à l’intérieur du parc, encadrés par des conventions de partenariat (MoU), œuvrant dans le domaine de la conservation de la nature.

## Accès au site
L'accès au site distant de 152 km à partir de la partie nord de Pointe-Noire, se fait  par la route nationale 5, bitumée jusqu’à Madingo-Kayes, via Diosso et Loango, On emprunte ensuite une piste sableuse jusqu’au parc. Le passage du fleuve côtier Noumbi par le bac constitue l'ultime étape du trajet.